# Ascyltus opulentus
Ascyltus opulentus là một loài nhện trong họ Salticidae.
Loài này thuộc chi Ascyltus. Ascyltus opulentus được Charles Athanase Walckenaer miêu tả năm 1837.